# Arruazu
Arruazu – gmina w Hiszpanii, w Nawarze, o powierzchni 5,71 km². W 2011 roku gmina liczyła 114 mieszkańców.